# .gb
A .gb az Egyesült Királyság számára fenntartott internetes legfelső szintű tartomány kód. A .uk kóddal egy időben lett bevezetve. Soha nem használták a .gb tartományt széles körben, és egy idő után a feledés homályába süllyedt.
A Domain Name System rendes szabályai szerint az ország internetkódja megegyezik az ISO 3166-1 kódjával. E szerint a lista szerint Nagy-Britannia és Észak-Írország Egyesült Királyságának a kódja .gb lenne, de ez megegyezik Nagy-Britannia rövidítésével, melybe nem tartozik bele Észak-Írország. Az ezt megelőző JANET Name Registration Scheme szerint az ország a .uk végződést használta, így megkérte John Postelt, az IANA tagját, hogy a .uk címvégződést használhassák.

## Fordítás
- Ez a szócikk részben vagy egészben  a(z)   .gb című angol Wikipédia-szócikk ezen változatának fordításán alapul.  Az eredeti cikk szerkesztőit annak laptörténete sorolja fel. Ez a jelzés csupán a megfogalmazás eredetét és a szerzői jogokat jelzi, nem szolgál a cikkben szereplő információk forrásmegjelöléseként.